# Веселка

Веселка.

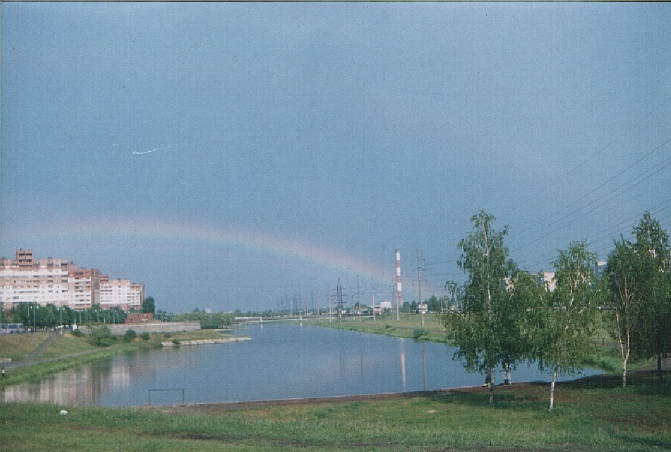
Веселка над житловим масивом Вигурівщина-Троєщина (Київ)

Весе́лка, також ра́йдуга (очевидно, від прасл. *radǫga) — атмосферне оптичне явище, що являє собою одну, дві чи декілька спектральних дуг (або кіл, якщо дивитися з повітря), що спостерігаються на тлі хмари, якщо вона розташована проти Сонця. Червоний колір спектру ми бачимо з зовнішнього боку первинної веселки, а фіолетовий — із внутрішнього.

## Історія дослідження
Наукове трактування фізичної появи веселки вчені та філософи намагалися пояснити ще з давніх часів:
- понад 2000 років тому Арістотель у своїй «Метеорологіці[en]» зазначав наступне: «Веселка ж ніколи не стає колом та її дуга не більша півкола. На заході та сході дуга [веселки] найбільша, а коло — найменше; коли ж [Сонце] піднімається вище, дуга стає меншою, але коло — більшим (7). після осіннього рівнодення, коли дні коротші, [веселка] з'являється у будь-який час доби, але літом ніколи не буває в полудні.».[3]
- Роджер Бекон, францисканський монах, який викладав в Оксфорді, спершу спостерігав за заломленням сонячного світла в кристалах, в крапельках роси на листках, у водяних бризках від обертового млинового колеса. Потім досліджував саме явище веселки, звернувши увагу на те, що вона завжди з'являється на фоні хмар або туману. Бекон вказував, що промені, які повертаються від веселки в око, утворюють кут в 42° градуси з променями, що виходять від Сонця в бік веселки. У найважливішій праці Бекона «Великий твір» (1267 р.), в розділі про фізику, особлива увага приділялася саме оптиці.[4]
- 1306 року саксонський монах Теодоріх дійшов висновку що, пояснення властивостей веселки варто шукати в особливостях заломлення сонячних променів у краплях дощу; для дослідів використовував скляну кулю, наповнену водою. щоб змоделювати хід променів у краплі;
- Через 300 років (після Теодоріха) італійський монах ордену єзуїтів Марко Антоній де Домінус повторював експеримент зі скляною кулею. На підставі спостережень дійшов висновку, що веселка з'являється в результаті відбивання від внутрішньої поверхні краплі дощу і дворазового заломлення променів — при вході в краплю і при виході з неї. За життя єзуїт видав у Венеції трактат «Про райдугу зору та світла» (1611 р.). Після смерті монаха, його тіло спалили разом з трактатом;[4]
- Французький фізик і математик Рене Декарт (1596—1650 рр.) — у 1627 р. сформулював закон заломлення і у 1637 р. збудував траєкторію променя світла: від сонця — через краплю — до ока спостерігача. До того ж його обчислення допомогли з'ясувати що крапля, котра рівномірно освітлена сонцем, для нас виглядає по-різному — в залежності від кута, під яким ми її спостерігаємо;
- Ісаак Ньютон (1643—1727 рр.) був першим хто пояснив забарвлення веселки;
- Повна теорія веселки з урахуванням дифракції світла, яка залежить від співвідношення довжини хвилі світла і розміру краплі, була побудована лише в XIX столітті Дж. Б. Ері (1836) і Дж. М. Пернтером (1897).

## Причина
Веселка пов'язана з переломленням і відбиттям (деякою мірою і з дифракцією) сонячного світла у водяних краплях, зважених у повітрі. Ці крапельки по-різному відхиляють світло різних кольорів, у результаті чого біле світло розкладається на спектр. Спостерігач, що стоїть спиною до джерела світла, бачить різнобарвне світіння, що виходить із простору по концентричному колу (дузі).
Найяскравіша дуга (первинна веселка) утворена променями, що зазнали одного відбивання всередині крапель. Радіус цієї дуги становить 42°. Промені, що двічі відбилися від стінок краплі зсередини, утворюють вторинну веселку, радіус якої більший приблизно на 10°. Порядок кольорів у ній зворотний.
Центр кола, дугу якого описує веселка, завжди лежить у напрямку, протилежному до напрямку на Сонця (Місяця), тобто одночасно бачити Сонце й веселку без використання дзеркал неможливо. Для спостерігача на землі вона зазвичай виглядає як частина дуги кола; чим він вище, тим веселка повніша — з гори або літака можна побачити й суцільне коло.

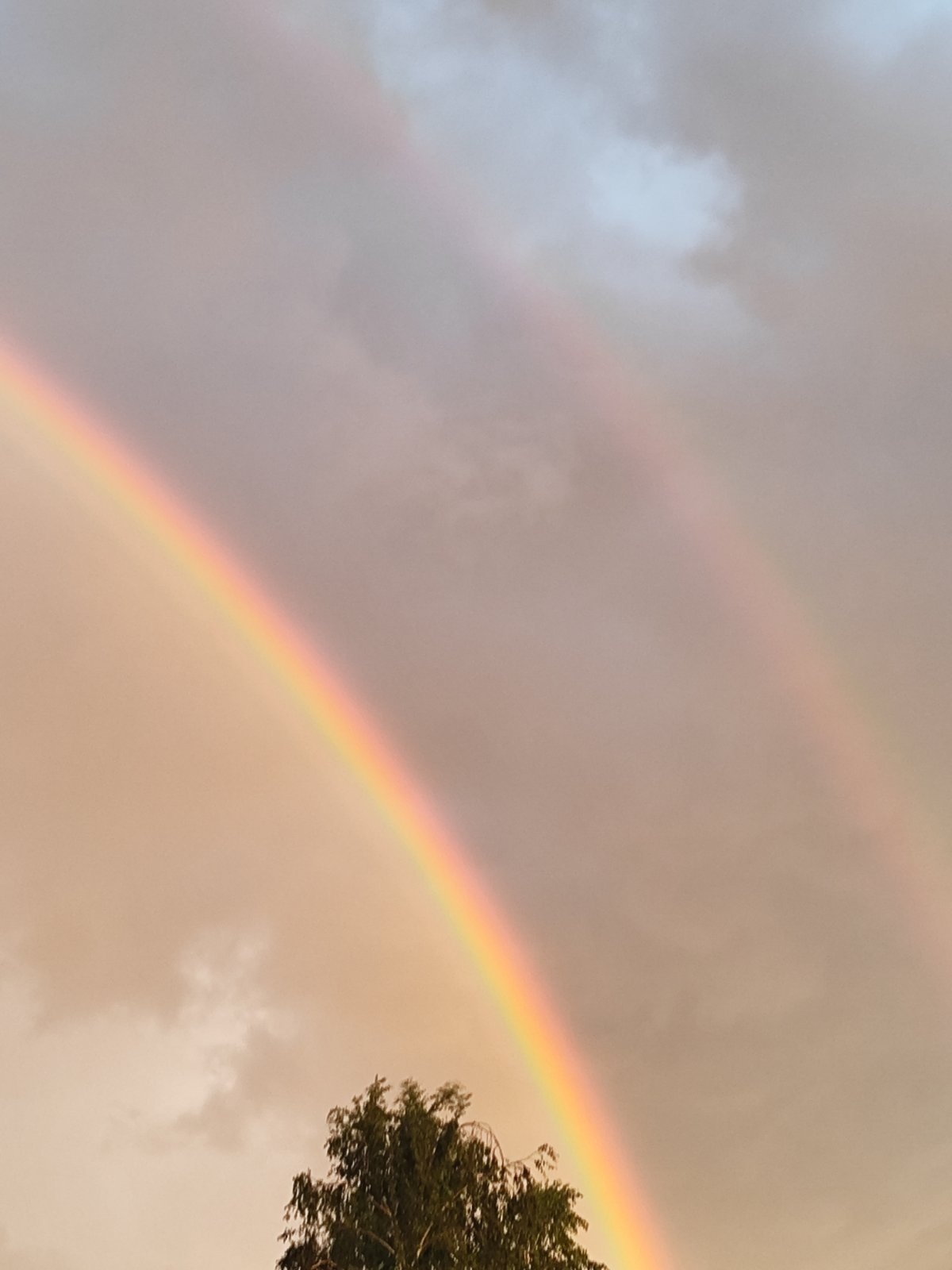
Подвійна веселка в місті Богодухів

Якщо водяні крапельки, що висять у повітрі, дуже дрібні (туман), веселка виглядає дещо по-іншому; це пояснюється хвильовими властивостями світла. Така веселка (відома як біла райдуга) ширша і значно слабше забарвлена.
У яскраву місячну ніч можна побачити місячну веселку. Людський зір влаштований так, що при слабкому освітленні працюють лише найчутливіші рецептори ока — палички, які не сприймають кольорів, тому місячна веселка виглядає білястою; чим яскравіше світло, тим «барвистіша» веселка (у її сприйняття включаються колірні рецептори — колбочки).

## Послідовність кольорів

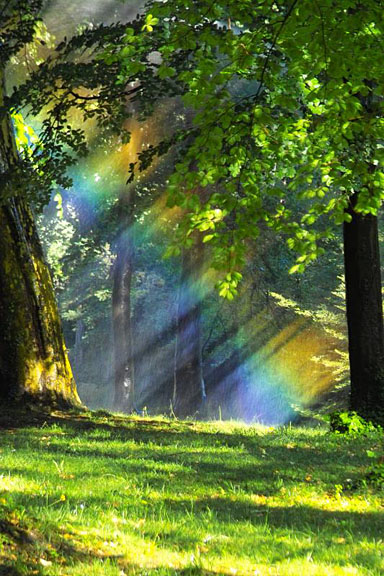
Веселка у лісі після дощу

Традиційно умовно виділяють сім кольорів веселки в послідовності зменшення довжини світлової хвилі: червоний (< 740 нм), помаранчевий (оранжевий), жовтий, зелений, блакитний, синій, фіолетовий (> 380 нм). Цю послідовність легко запам'ятати за мнемонічною формулою, кожне слово якої розпочинається на літеру, що відповідає кольору. Наприклад:
- Чабан Отару Жене Зранку. Бачу Сіпає Фіалку
- Чарівниця Осінь Жар-птаху Закликає Бабин Сад Фарбувати
- Чарівна Оксана Живе Знову Біля Старого Фонтану
- Чомусь Осіння Журба Завжди Буяє Сумними Фарбами
- Чоловік Охоче Жінку Заміж Бере Собі Файну
- Червоні Окуляри Жанки Заважають Бачити Сяйво Фіалки
- Чому Обізнані Життям Завжди Балакають Смішні Фрази?
- Червоний Орел Живе За Байраком Серед Фіалок
- Чапля Осінь Жде Завзято, Буде Сани Фарбувати
- Чи Обжене Жвавенького Зайчиська Байдикуватий Ситий Фокстер'єр?
- Чекав Обіду Журналіст. З‘їв Бутерброд — Став Футболіст.
- Чи Омелько Жити Зможе Без Своїх Фантазій?
- Чим Образив Жайворонка Золотавий Блиск Святкового Феєрверку?
- Чапля Пообіцяла (помаранчевий, а не оранжевий) Жабці Знайти Барвистий Стиглий Фрукт
- Чому пінгвіни живуть зимою без своїх фантазій

## У міфології та релігії
У міфології веселка — символ посередництва між небом і землею.
У класичній міфології греків та римлян веселка уособлюється в Іриді, посланниці богів, зокрема Юнони. Швидка, як вітер, на золотих крильцях, вкритих росою, грається вона її крапками проти сонця, як дорогими самоцвітами.
У скандинавській міфології веселка — це Біфрьост, міст перекинений з неба на землю.
В авраамічних релігіях веселка — обіцянка прощення (припинення Потопу) і відродження: 
| «... Отже, я укладаю з вами угоду: потоп більше ніколи не знищить усього живого і більше ніколи потоп не зруйнує землі». Потім Бог додав: «Ось знак моєї угоди з вами та з кожним живим створінням, що з вами. Це угода для всіх майбутніх поколінь. Я даю свою веселку в хмарі, і вона буде знаком угоди між мною і землею. Коли я посилатиму на землю хмари, обов’язково з’являтиметься веселка. І я неодмінно буду згадувати угоду, яку уклав з вами та всіляким живим створінням, і потоп більше ніколи не знищить усього живого. Коли у хмарі з’явиться веселка, я обов’язково побачу її та згадаю про вічну угоду між мною і всіляким живим створінням на землі». | (І Мойсея, IX, 13 — 16)
А у нас — це рура чи смок, що тягне в хмари воду з потоків, ставів та криниць, а разом із водою і втягає часом і сторонні речі — рибу, жаб, каміння, які падають потім назад на землю. Якщо веселка впирається одним кінцем не у воду а в суходіл, то це значить, що там є якесь джерело води. Пити ж із того джерела зараз після того, як із нього пила веселка, вважалось безпечним. Подекуди у нас казали, що, як дійти до того кінця веселки, що впирається в воду, то осліпнеш. Вірування в веселку, що п'є воду, відбилося і в Шевченка:
Розкажи, як за горою сонечко сідає

Як у Дніпра, веселочка воду позичає
| Іноді веселку уявляють у нас, як дорогу, що нею янголи сходять із неба черпати воду, яку потім виливають на сітку, через яку йде на землю дощ. |
| Як виявляє й назва веселки, була вона в нас і символом радощів, веселості, бо ж і «небо, затемнене хмарами, стає веселіше, коли з'являється райдуга. | (Драгоманов, III, ст. 97)
Тут мається на увазі, очевидно, ту гру барв, що робить із веселки одне з найчарівніших явищ природи. Тому й звуть її не тільки веселка, але і веселуха, чи веселиця, все з одного пня «весел»: 
| Ой, знати, знати, хто господиня, в неї в світлиці, як у веселиці… | (Головацький, «Пісні…» IV, 545)
У Галичині веселку називають також — дуга. Нераз, як падає дощ, діти промовляють: 
| Вийди, вийди дуга, випий воду на погоду. | (подав О. Кузьмич)
На одній із картин Цимбала ми бачимо величезну веселку над Києвом як символ минулої й будучої слави столиці України.

## Веселка як прапор
Веселковий прапор досить поширений вексилографічний символ. Найдавніше відоме застосування цього прапора — прапор Імперії Інків. Нині використовується як прапор міста Куско та індіанського руху.
У часи Реформації в 1525 році Томас Мюнцер обрав веселку для прапорів повсталих німецьких селян як символ надії та нових часів.
Райдуга присутня як окремий елемент на прапорі Єврейської автономної області Росії.
Нині веселковий прапор використовується як символ руху за мир. Часто використовується як символ терпимості. З ним ототожнюється передовсім громадський рух лесбійок, геїв, бісексуалів та трансгендерних людей. Веселковий прапор можна побачити на маніфестаціях, в котрих беруть участь геї та лесбійки, або при вході до кав'ярень та ресторанів gay-friendly.

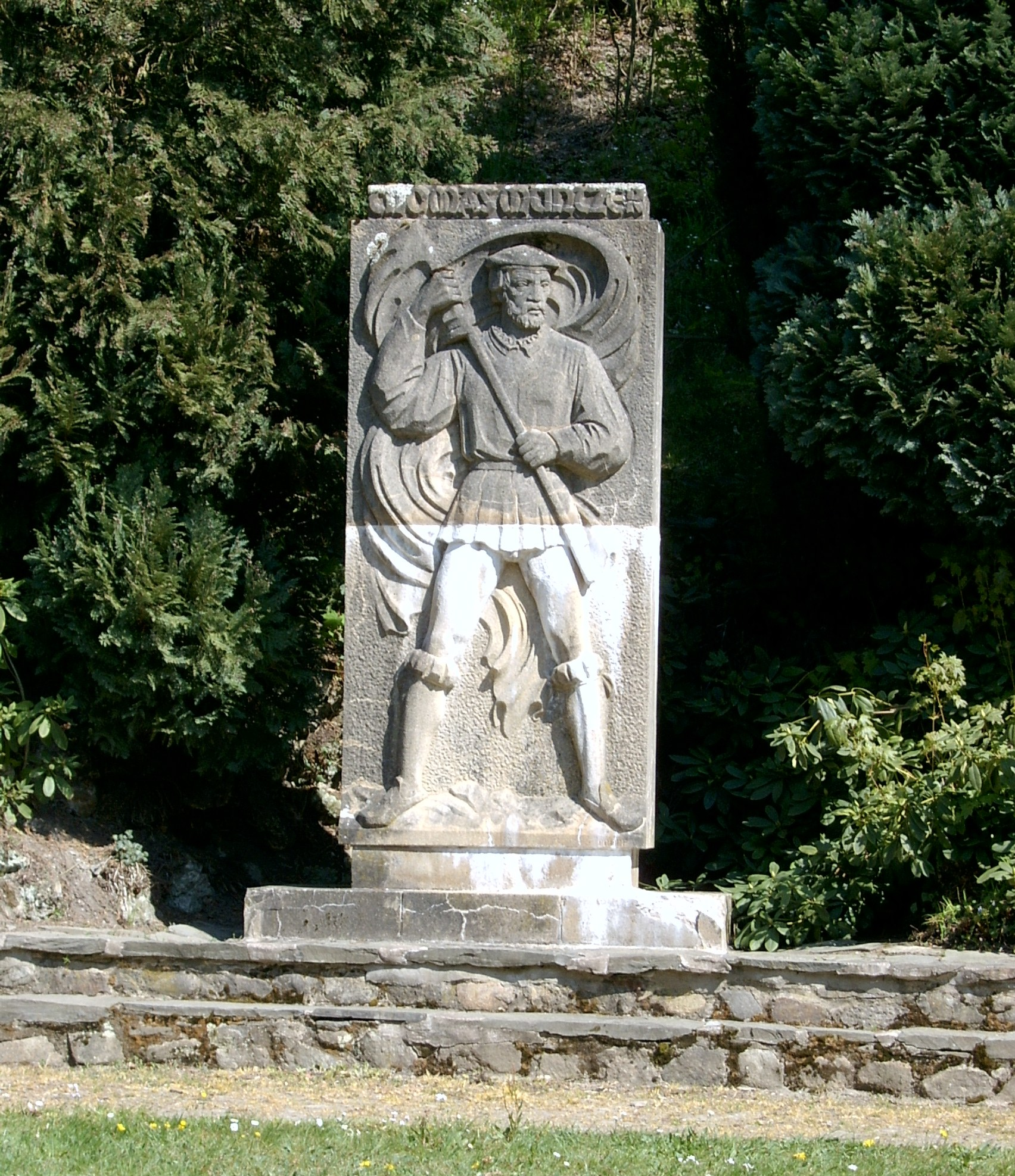
Пам'ятник Томасу Мюнцеру в Штольберзі
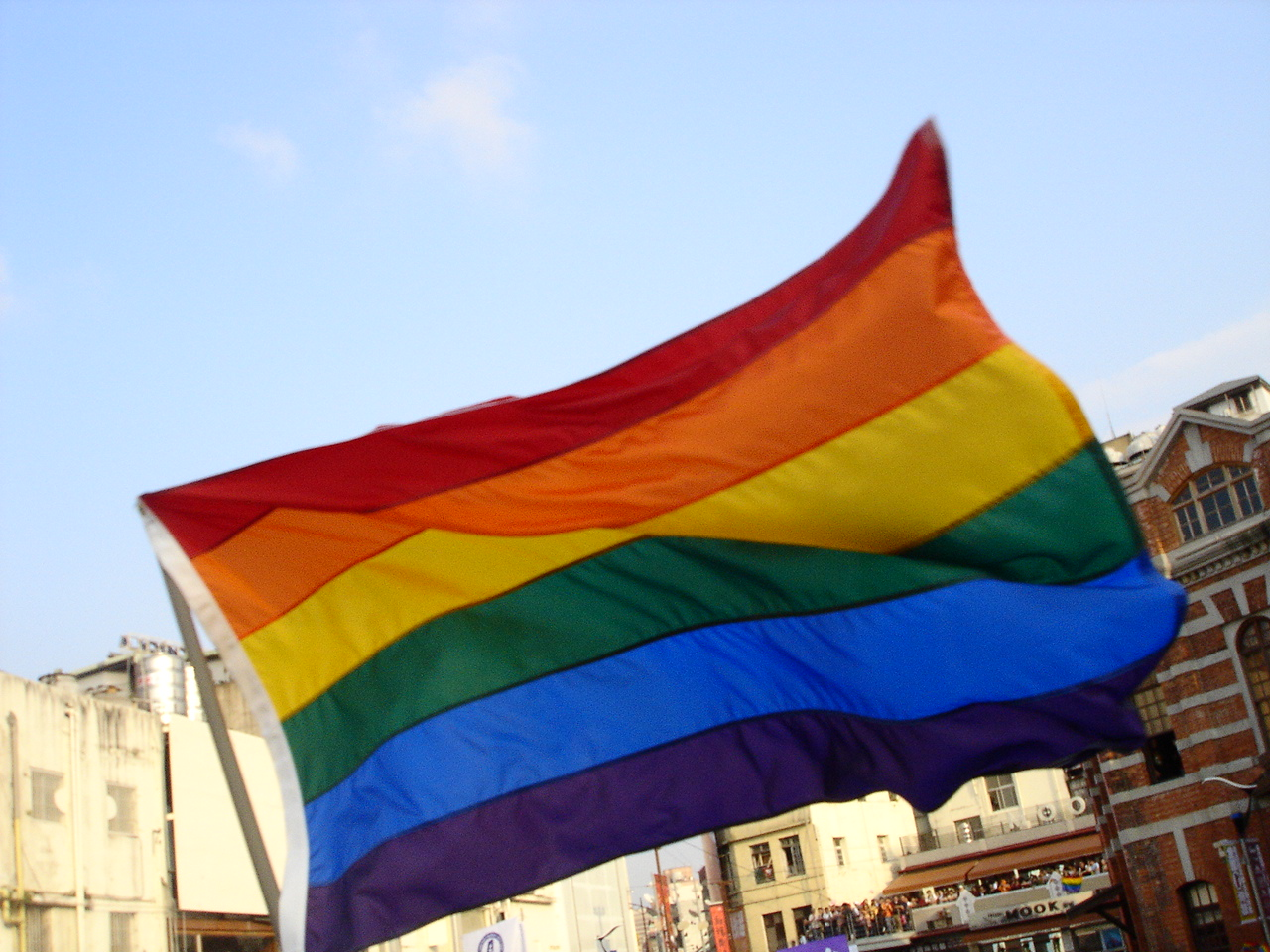
Веселковий прапор
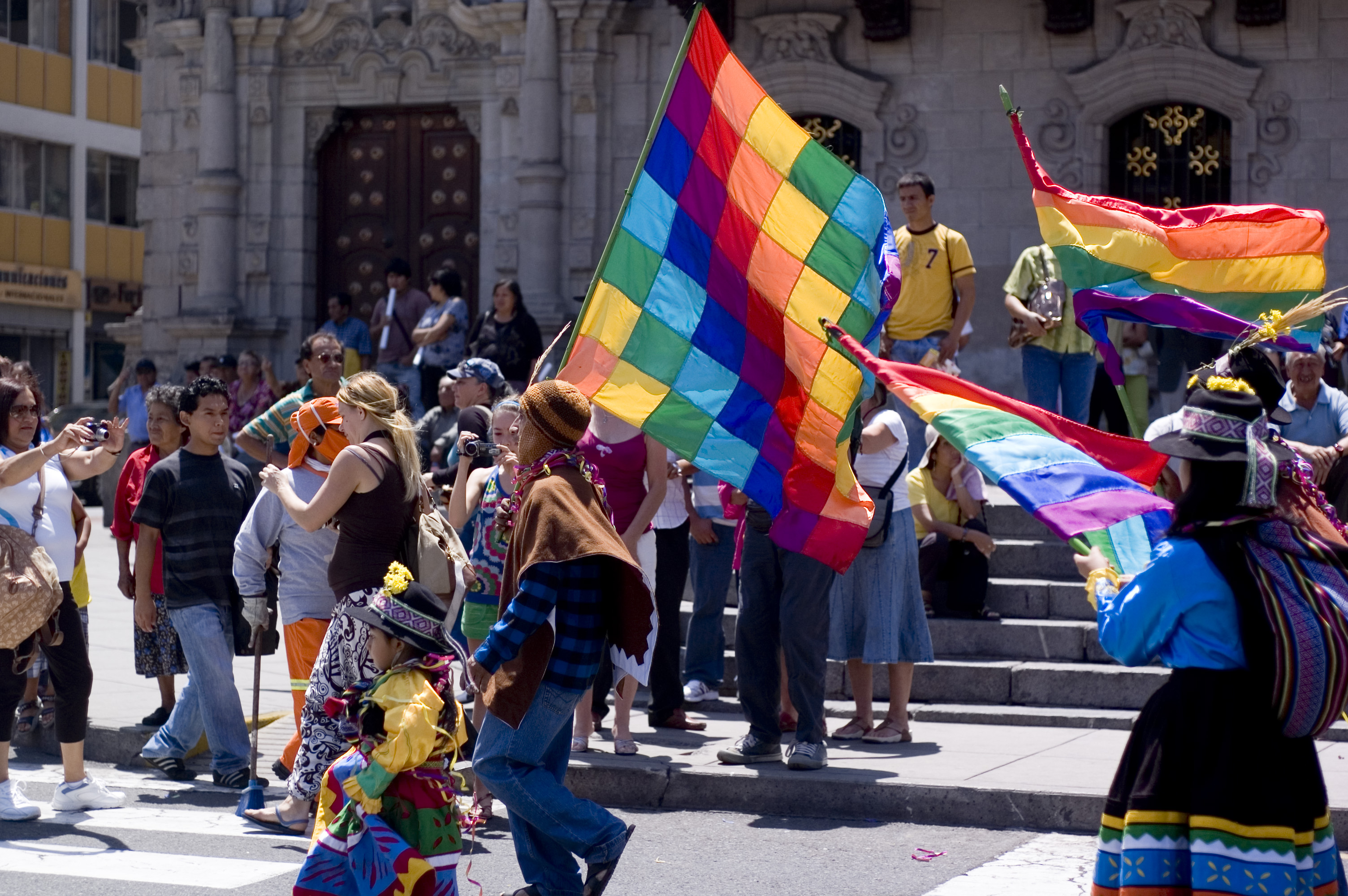
Індіанці Болівії з національними прапорами
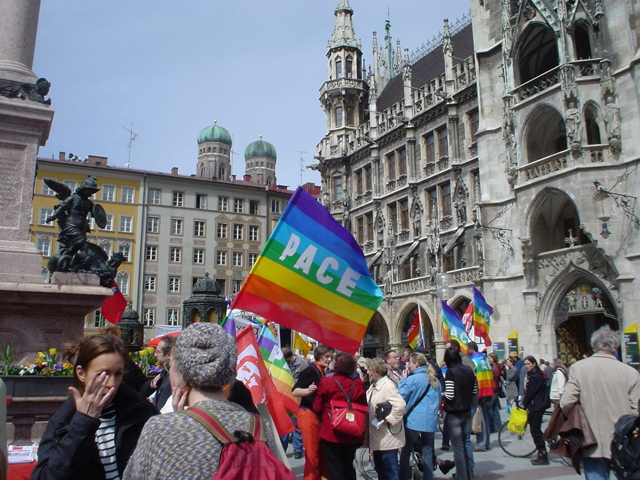
Прапор миру в Мюнхені
Прапор Єврейської автономної області Росії